# Photoforum Pasquart

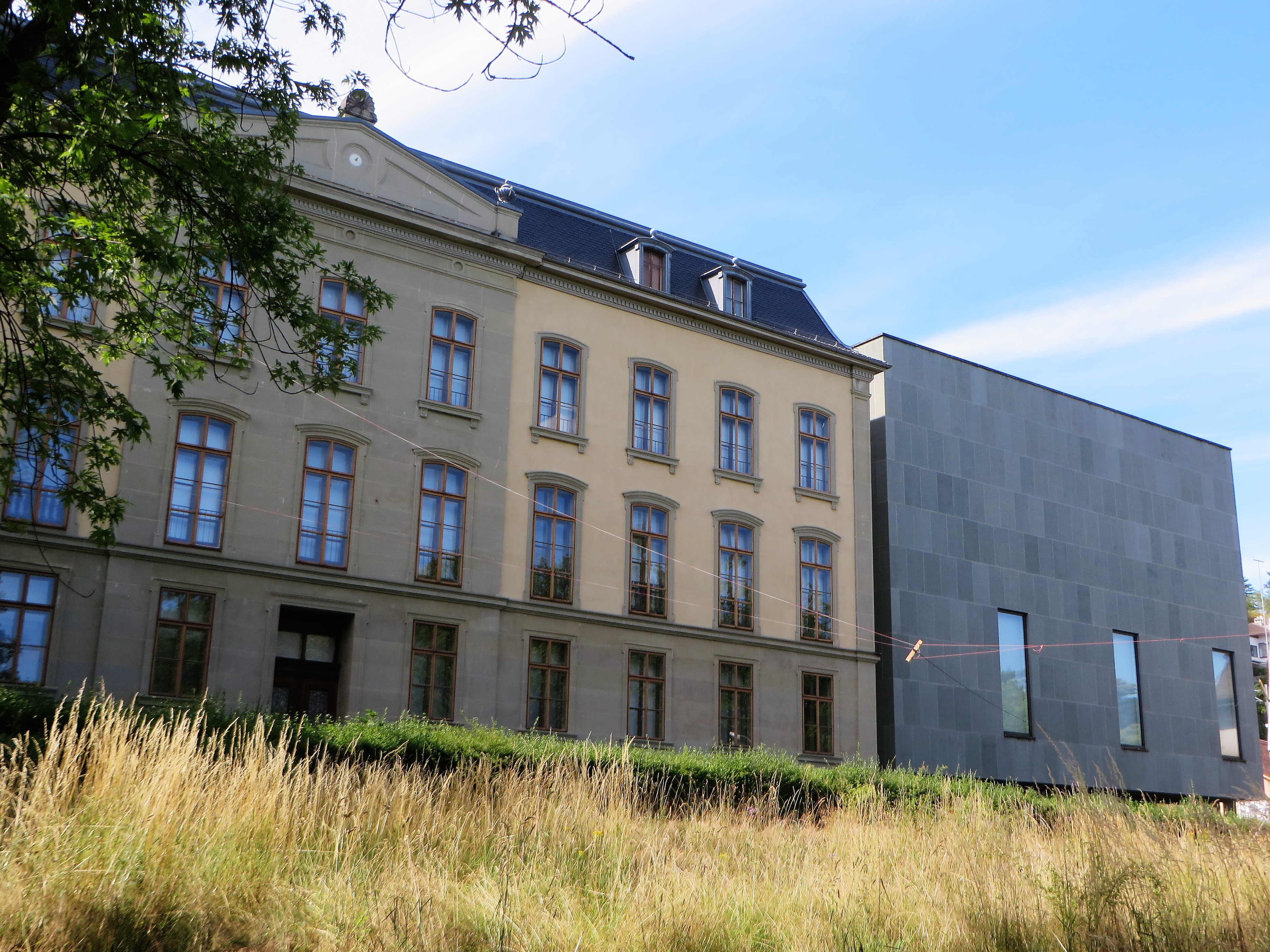
Kunsthaus Pasquart und Photoforum Pasquart in Biel, Schweiz

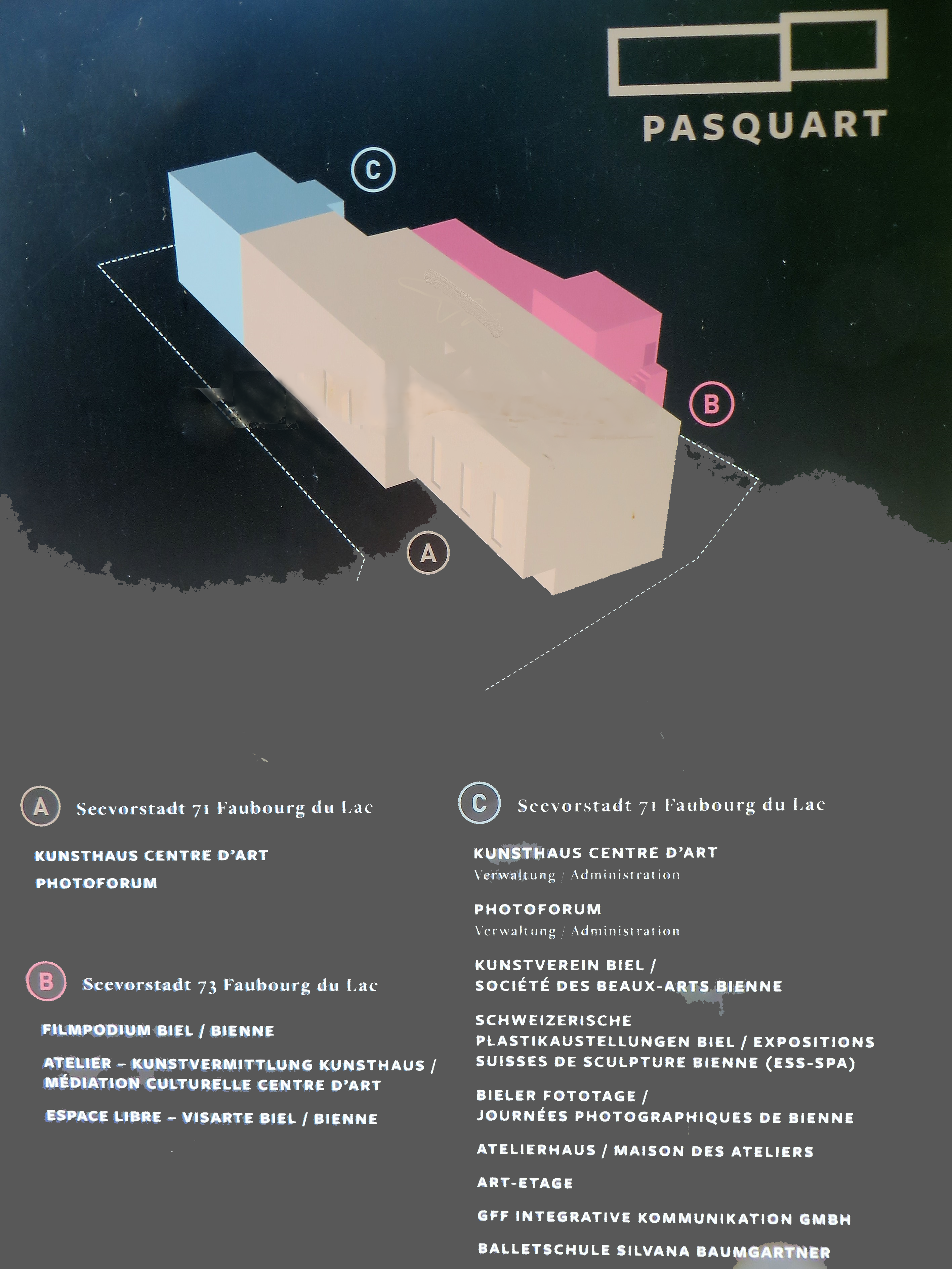
Photoforum Pasquart im Kunsthaus Pasquart, Biel/Bienne

Das Photoforum Pasquart (gegründet 1984) ist ein Schweizer Zentrum für Fotokunst mit Sitz im Kunsthaus Pasquart in Biel, Kanton Bern. Es zählt zu den wichtigen Institutionen für Fotografie in der Schweiz.

## Ziele und Bedeutung
Mit der seit 1991 durchgeführten Jahresausstellung und dem seit 1993 jährlich zu vergebenden Prix Photoforum sollen vor allem junge Talente gefördert und der Öffentlichkeit vorgestellt werden. Damit ist das Photoforum eine wichtige Plattform für den Karriereanfang von Schweizer und internationalen Fotokünstlern.
Zusätzlich zur Jahresausstellung werden zwischen fünf und sieben thematische und Einzelausstellungen kuratiert. Seit 2003 liegt der Schwerpunkt der Ausstellungstätigkeit auf der zeitgenössischen Fotografie. Seit 2015 wurden Konzepte für Kunstvermittlung, das Print-Magazin FLARE und die digitale Plattform FLARE entwickelt.
Das Photoforum engagiert sich maßgeblich bei den Bieler Fototagen, die jährlich im Frühjahr veranstaltet werden.

## «Prix Photoforum»
Professionell tätige Fotografen können sich für den jährlich zu vergebenden Prix Photoforum bewerben. Zugelassen sind alle Formen der Fotokunst wie Installationen, Prints, Videos, digitale Arbeiten, Netz- und Computerkunst. Das Preisgeld für den Gewinner beträgt (Stand 2022) 5.000 EUR. Im Anschluss an die Preisverleihung durch eine Jury wird für die Gewinner und ausgewählte Bewerbungen eine Ausstellung organisiert.
Preisträger
- 1993: Valérie Chételat (1970, Biel/Bienne)
- 1994: Georges Hinoran (1951, Oberdiessbach)
- 1995: Olivier G. Fatton (1957, Delémont)
- 1996: Georg Freuler (1938, Basel)
- 1997: Joël Desaules (1966, Lausanne)
- 1998: Michael Lüdi (1961, Biel/Bienne)
- 1999: Rudolf Steiner (1964, Roggwil)
- 2000: Ladislav Drezdowicz (1942, Basel)
- 2001: Andreas Greber (1955, Hasle)
- 2002: Marco Zanoni (1970, Bern)
- 2003: Hélène Darwish (1972, Neuchâtel)[4]
- 2004: Rolf Siegenthaler (1970, Bern)
- 2005: Brigitte Lustenberger (1969, Bern)
- 2006: Emmanuelle Bayart (1981, Genève)
- 2007: Barbara Müller (1972, Zürich)
- 2008: Matthieu Gafsou (1981, Lausanne)
- 2009: Karina Muench-Reyes (* 1975, Zurich); Carine Roth (* 1971, Lausanne)
- 2010: Jean-Noël Pazzi (* 1983, Chamblon)
- 2011: Diego Saldiva (* 1983, Berne)
- 2012: Giuseppe Micciché (* 1971, Zürich)
- 2012: Stefanie Daumüller (* 1989, Grenchen) 2. Preis
- 2013: Delphine Burtin (* 1974, Lausanne)
- 2014: Roshan Adhihetty (* 1990, Lausanne)
- 2015: Benoît Jeannet (* 1991, Neuchâtel)
- 2016: Youqine Lefèvre (* 1993, Bern)
- 2017: Léa Girardin (* 1989, JU)
- 2018: Solène Gün (* 1996, Biel)
- 2019: Christelle Boulé (* 1984, Montréal)[5]
- 2020: Akosua Viktoria Adu-Sanyah (* 1990, Bonn)[6]
- 2021: Tara Ulmann
- 2022: Marco Frauchiger (* 1976, Langnau im Emmental)[7]
- 2023: Laura Gauch

## Geschichte
In den 1980er Jahren formierte sich in Biel eine private Initiative, die Interesse an der jungen Kunstform Fotografie hatte. Auf Betreiben von Francis Siegfried wurde 1984 das Photoforum Pasquart gegründet. Im ehemaligen Progymnasium Seevorstadt 71 wurden zwei Räume belegt. Im Anschluss an die erste jährliche 1991 wurde bald darauf der Prix Photoforum vergeben. Nach Fertigstellung des Neubaus hat das Photoforum nun fünf Räume und 300 m² zur Verfügung.
Seit 1987 wird das Photoforum Pasquart von einem Verein unterstützt. Der Vereinsvorstand besteht aus Fotografen, Künstlern, Kunsthistorikern, Kuratoren und Fachleuten aus anderen Bereichen.

## Leitung
Die Direktoren des Photoforum Pasquart seit der Gründung waren:
- 1984–2003: Francis Siegfried[1]
- 2003–2015: Daniel Mueller
- 2016–2017: Nadine Wietlisbach
- 2018–2021: Danaé Panchaud
- 2021–2023: Jana Johanna Haeckel
- seit 2023: Amelie Schüle

## Ausstellungen (Auswahl)
Herausragende Ausstellungen waren seit der Gründung:
- 1989: Tina Modotti
- 2000: Nicolas Faure
- 2000: Olivier Christinat
- 2001: Simone Kappeler
- 2002: Jane Evelyn Atwood
- 2004: Raphael Hefti
- 2006: Tilo Steireif
- 2009: Tobia Zielony
- 2011: Nils Nova
- 2012: Guadalupe Ruiz
- 2014: Yann Mingard
- 2015: Andrea Stultiens
- 2017: Salvatore Vitale
- 2017: Alexandra Navratil